# Мечеть Истикляль
Мечеть Истикляль (Masjid Istiqlal, Мечеть Независимости) в Джакарте, Индонезия, — самая большая мечеть в Юго-Восточной Азии.
Эта национальная мечеть Индонезии, построенная в ознаменование индонезийской независимости и в благодарность народа за милость Бога: независимость Индонезии. Поэтому национальную мечеть Индонезии назвали арабским словом «istiqlal», что значит «независимость».

## История
После обретения Индонезией независимости от Нидерландов в 1949 году возникла мысль построить национальную мечеть для этой новой республики, приличествующую для страны с наибольшим мусульманским населением в мире. Эту мысль о строительстве великой индонезийской мечети впервые высказали Вахид Хасим, первый министр Индонезии по делам религии, и Анвар Чокроаминото, позже назначенный председателем фонда мечети. В 1953 году был основан комитет по строительству мечети Истикляль во главе с Чокроаминото, который представил проект индонезийскому президенту Сукарно, который приветствовал его и впоследствии взял строительство мечети под свой контроль.
Сукарно активно следил за планированием и строительством мечети, в том числе председательствовал в жюри конкурса по отбору проектов мечети, проведённого в 1955 году. Победил проект, представленный Фредериком Силабаном, архитектором христианского вероисповедания, на тему Ketuhanan (с индон. — «богословие»). 24 августа 1961 года Сукарно заложил первый камень в основание мечети, строительство заняло семнадцать лет. Индонезийский президент Сухарто открыл национальную мечеть 22 февраля 1978 года. Она по-прежнему является самой крупной мечетью в регионе и вмещает более 120 000 человек одновременно.

## Архитектура
Главное молитвенное здание прямоугольной формы покрыто центральным сферическим куполом 45-метрового диаметра. Купол опирается на двенадцать круглых колонн, молитвенный зал окружают прямоугольные опоры, несущие четыре яруса балконов. По углам здания расположены лестницы, ведущие ко всем этажам. Перед главным залом находится аванзал с меньшим куполом 10 метров в диаметре. Внутренняя отделка решена в минималистском стиле, это простое и чистое помещение с минимумом декоративных геометрических деталей, выполненных из алюминия. 12 колонн покрыты алюминиевыми пластинами. На главной стене михраб, указывающий киблу, и минбар в центре. Там же помещены большие металлоконструкции в виде написанного арабской вязью имени Аллаха с правой стороны и Мухаммеда с левой, а также 14-го стиха Суры Та Ха в центре.
В мечети также проводятся общественные и культурные мероприятия, включая лекции, выставки, семинары, конференции и программы для женщин, молодёжи и детей.
Некоторые индонезийские мусульмане считают, что конструкция купола и минарета Истикляль слишком арабская по стилю. По их мнению, архитектура мечети выделяется из общей исламско-индонезийской архитектуры и культуры. В ответ бывший президент Сухарто предложил построить больше мечетей в яванском стиле с тройными крышами.